# Ruben Liljefors
Ruben Mattias Liljefors (* 30. September 1871 in Uppsala; † 4. März 1936 ebenda) war ein schwedischer Komponist und Dirigent.

## Leben
Liljefors studierte bis 1895 in Uppsala bei Ivar Eggert Hedenblad und anschließend bis 1899 in Leipzig bei Salomon Jadassohn. Später besuchte er das Konservatorium in Stockholm. Er vervollständigte seine Ausbildung bei Felix Draeseke, Max Reger und Hermann Ludwig Kutzschbach. Von 1902 bis 1911 war er Chordirigent und Leiter der Philharmonischen Gesellschaft in Göteborg. Danach war er von 1912 bis 1931 Dirigent des Landesorchesters in Gävle.
Er komponierte eine Sinfonie, eine Konzert- und eine Festouvertüre, eine Orchestersuite, ein Klavierkonzert und eine Violinsonate. Eines seiner bekanntesten Stücke ist När det lider mot jul.
Sein Bruder war der schwedische Tiermaler Bruno Liljefors (1860–1939).